# مسجد ومدرسة إينال اليوسفي
مسجد ومدرسة إينال اليوسفي' المعروف بالجامع الإبراهيمي: بشارع الخيمية، والمدرج بقائمة الآثار المصرية تحت رقم أثر 118. كان أول أمره مدرسة عرفت بمدرسة إينال وقد أوصى بعمارتها الأمير سيف الدين إينال السيفي أحد مماليك السلطان برقوق فابتدأ في بنائها سنة 794هـ/1392 وأتمه في عام 795هـ/1393، دفن بها وحفيده أحمد بن علي نائب الإسكندرية.